# Tonkinomys daovantieni
Tonkinomys daovantieni és una espècie de mamífer rosegador de la família dels múrids. Viu al Vietnam i, possiblement, la Xina. Es tracta d'un animal majoritàriament nocturn que s'alimenta d'insectes. El seu hàbitat natural són les zones càrstiques. És una espècie en risc mínim, és a dir, no sembla que hi hagi cap amenaça significativa per a la seva supervivència. Aquest tàxon fou anomenat en honor del catedràtic vietnamita Dao Van Tien.